# Деслер, Миккель
Миккель Деслер Пуггор (дат. Mikkel Desler Puggaard; род. 19 февраля 1995, Ассенс, Дания) — датский футболист, полузащитник клуба «Остин». Участник Олимпийских игр 2016 года.

## Клубная карьера
Деслер — воспитанник клуба «Оденсе». 8 мая 2014 года в матче против «Раннерс» он дебютировал в датской Суперлиги. Летом того же года Миккель продлил контракт с клубом на три года.
20 марта 2019 года Деслер перешёл в норвежский «Хёугесунн», подписав трёхлетний контракт.
20 июля 2021 года Деслер перешёл во французскую «Тулузу». По итогам сезона 2021/22 он был включён в символическую сборную Лиги 2.
3 июня 2024 года Деслер подписал контракт с клубом MLS «Остин» до конца сезона 2027 с опцией продления на сезон 2028. В американской лиге он дебютировал 20 июля в матче против «Шарлотта», выйдя на замену во втором тайме вместо Эктора Хименеса.

## Международная карьера
В 2016 году Деслер в составе олимпийской сборной Дании принял участие в Олимпийских играх в Рио-де-Жанейро. На турнире он сыграл в матчах против команд Ирака, ЮАР, Бразилии и Нигерии.

## Достижения
Командные
«Тулуза»
- Победитель Лиги 2: 2021/22
- Обладатель Кубка Франции: 2022/23

Личные
- Член символической сборной Лиги 2: 2021/22